# 洪桥镇 (长兴县)
洪桥镇是中华人民共和国浙江省湖州市長興縣下辖的一个镇。原名鴻橋鎮，以鴻橋橋名而得。

## 行政区划
洪桥镇下辖以下村级行政区划单位：
洪桥社区、陈湾社区、洪桥村、亭子桥村、古龙村、南阳村、排田漾村、橡树下村、陈家埭村、陈桥村、潼桥村、中道村、东王村、碧岩村、陈湾村、大荡漾村、弁山村、水产村、横山桥村、图影村、万仕桥村、小沉渎村、金星村和太湖村。